# 安部陽子
安部 陽子（あべ ようこ）は、日本の脚本家。

## 脚本作品

### 映画
- GUN CRAZY

### テレビドラマ
- MAYA 真夜中の少女

### テレビアニメ
- 名探偵コナン
- ゴルゴ13